# Saint-Pierre-la-Cour

Saint-Pierre-la-Cour este o comună în departamentul Mayenne, Franța. În 2009 avea o populație de 1,934 de locuitori.